# 45丁目駅 (BMT4番街線)
45丁目駅（45ちょうめえき、英: 45th Street）はブルックリン区サンセット・パークの45丁目-4番街交差点にあるニューヨーク市地下鉄BMT4番街線の駅である。N系統が深夜のみ、R系統が終日、W系統がラッシュ時に3往復停車する。

## 歴史
駅は1915年6月22日に2駅南の59丁目駅まで開業した際に開業した。1970年代後半に駅は改装され、ホーム端やタイル、階段、照明などが更新された。

## 駅構造
| G          | 地上階                         | 出入口 |
| M          | 改札階                         | 改札口、駅員詰所、メトロカード自動販売機 |
| P ホーム階 | 相対式ホーム、右側のドアが開く | 相対式ホーム、右側のドアが開く |
| P ホーム階 | 北行緩行線                     | ← 深夜帯：アストリア-ディトマース・ブールバード駅行き（36丁目駅） ← フォレスト・ヒルズ-71番街駅行き（36丁目駅） ← 深夜帯：ホワイトホール・ストリート駅行き（36丁目駅） ← ラッシュ時：アストリア-ディトマース・ブールバード駅行き（36丁目駅） |
| P ホーム階 | 北行急行線                     | ← 深夜帯以外：通過 |
| P ホーム階 | 南行急行線                     | → 深夜帯以外：通過 → |
| P ホーム階 | 南行緩行線                     | → 深夜帯：コニー・アイランド駅行き（53丁目駅）→ ベイ・リッジ-95丁目駅行き（53丁目駅）→ ラッシュ時：86丁目-グレーブセンド駅行き（53丁目駅）→                                                                                                  |
| P ホーム階 | 相対式ホーム、右側のドアが開く | |

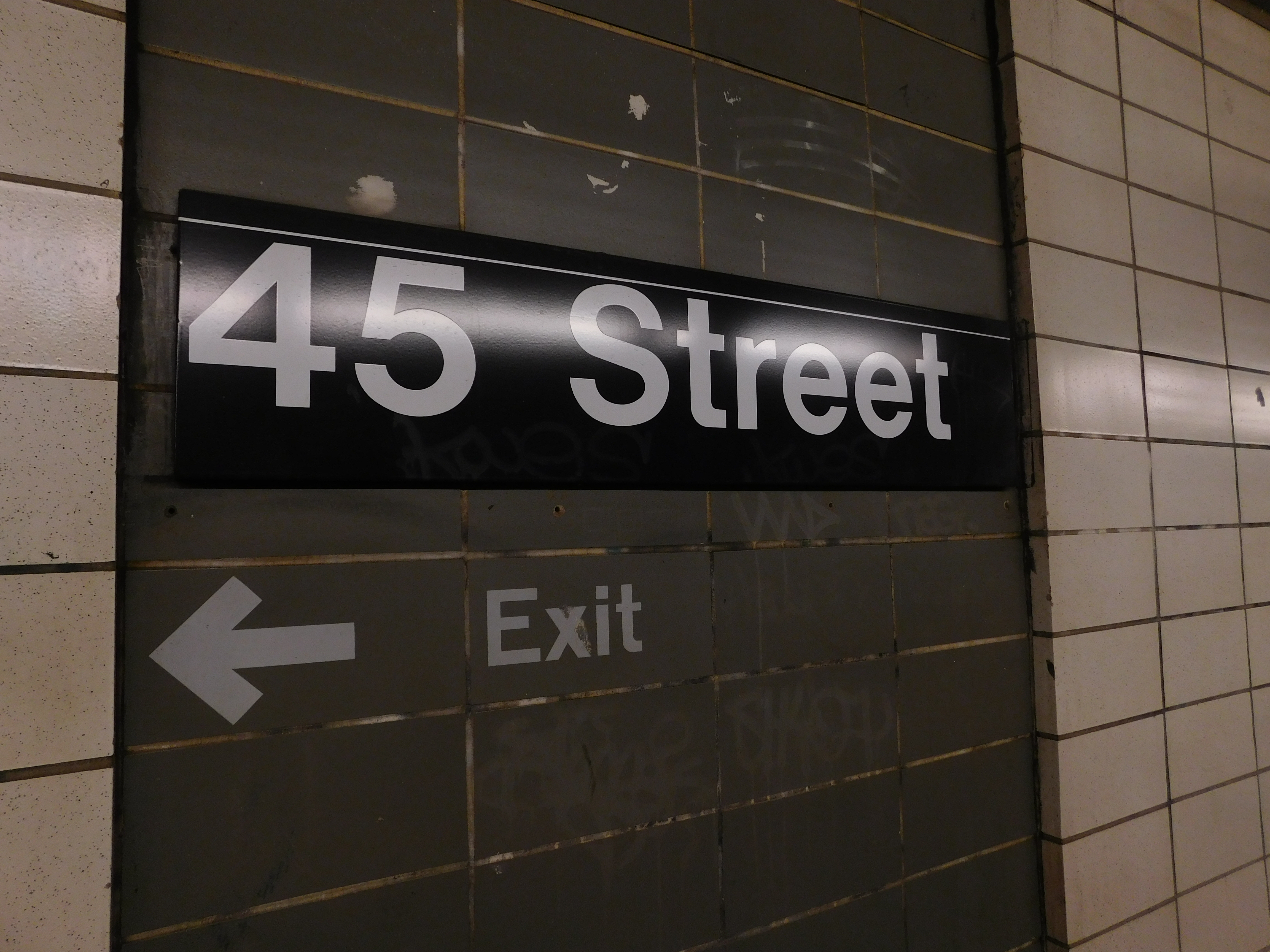
駅名標

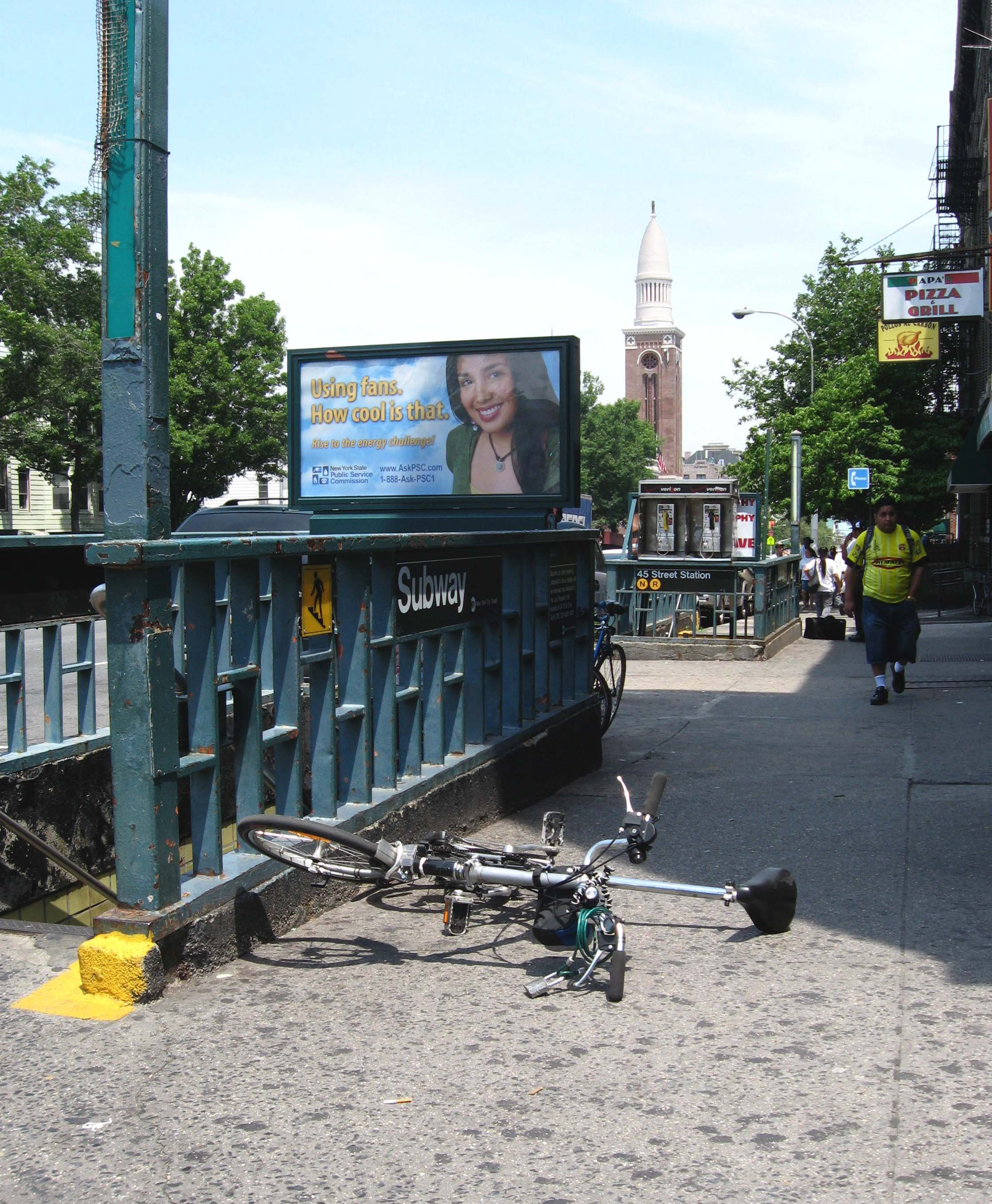
東側の階段

相対式ホーム2面4線の地下駅である。南北ホームは若干ずれて配置され、北行ホームは南行ホームよりも北側にずれている。グレーのタイルに設置された駅名標はニューヨーク市地下鉄標準の黒地に白文字のもので、その下には出口の方向を示すサインがある。

### 出口
ホーム北端から改札への階段が設置され、地上へは45丁目と4番街交差点の北東・北西に1か所ずつ階段が接続している。また、改札階には開業当時からの標識が残っている。
南行ホームにあった46丁目と4番街交差点に出ることができる出口専用改札は廃止された。